# Arqueología digital
La arqueología digital es un conjunto de métodos que permiten la recuperación de datos dañados, degradados o que son irrecuperables con los métodos actuales debido a una mala conservación, un incorrecto almacenaje o que los sistemas han quedado obsoletos.
Desde que un conjunto de datos se crea y se almacena, hasta que vuelve a existir un acceso a aquella información, pueden transcurrir periodos de tiempo muy largos, y puede que el soporte físico donde está guardada esa información no sea el más adecuado para ese propósito. Cuando esto sucede, la fuente puede sufrir una serie de problemas, como por ejemplo degradación física, superación de la tecnología y muchos otros, que pueden reducir la capacidad de recuperación de aquellos datos.

## Causas de la pérdida de acceso a los datos

### Degradación física
Las causas de esta degradación son muy variadas, pero habitualmente se reducen al conjunto siguiente:
- El almacenaje se realiza en condiciones de alta temperatura.
- El ambiente que guarda el soporte físico tiene demasiada humedad
- El soporte de almacenaje está en contacto con  materiales magnéticos (si es magnético),  gaseoso corrosivos (magnético y óptico)...
- Ha ocurrido algún desastre (inundaciones, rayos, terremotos...)
- Ha habido un uso excesivo.
- La unidad tiene defectos de fabricación

### Pérdida de funcionalidad
Donde encontramos entre otros problemas, la antigüedad de las unidades, cuando operan con tecnologías obsoletas, lo cual comporta que:
- los nuevos sistemas no soportan hardware tan antiguo,
- las piezas se estropean debido a su antigüedad y por eso mismo cuesta substituirlas,
- los nuevos sistemas operativos pueden no tener funcionalidades de acceso o de cualquier otro tipo que se hubiera necesitado con anterioridad a la hora de acceder a las unidades.

### Pérdida de capacidad de interpretación
Donde, a pesar de que se puede acceder a los datos y leerlos:
- El sistema de codificación se desconoce.
- Los datos están cifrados y no hay documentación donde se haga referencia a la clave
- La información se ha comprimido antes de codificar con algoritmos de compresión que se desconocen.

### Pérdida de capacidad de visualización de la información
Donde, a pesar de que se puede acceder, leer e interpretar los datos :
- Los sistemas que se utilizaban para mostrar la información ya no se utilizan (p.e. displays especiales)

## Recuperación
El método de recuperación de los datos que contienen las unidades depende del motivo que nos impide la recuperación mediante los procedimientos habituales. Es decir, no aplicaremos el mismo sistema de recuperación para unos datos dañados físicamente que para unos datos donde se desconoce el sistema de compresión.
Fijándonos en este último caso donde existe pérdida de capacidad de interpretación, o bien pérdida de funcionalidad, las alternativas de recuperación pasan por ceder el material a terceros que tengan máquinas capaces de acceder a los viejos materiales (en el caso de problemas por hardware, básicamente), aunque será muy difícil conseguir las máquinas que cumplan esta función. Este procedimiento muchas veces se basa en técnicas de emulación. Estas técnicas se basan en la traducción de la información obtenida de las cintas de les cuales ya no se tiene programario, a los formatos actuales. Esta traducción, puede ser a diferentes niveles y de distintas formas, dependiendo del tipo de información (código, texto, instrucciones etc.) que contenga la fuente.
Si hablamos de recuperación de datos que han sufrido deterioro físico, encontramos una problemática más concreta y con métodos de acción específicos.

### Recuperación de datos en cintas magnéticas
Las cintas magnéticas son aún el soporte físico más común de almacenado, legado desde décadas pasadas, por eso existe una problemática singular para este tipo de cintas que se puede combatir de una forma bastante sistemática.

#### Síndromesticky-shed
El síndrome sticky-shed (a veces traducido como «de cinta pegajosa» o «de cubierta pegajosa») es un efecto que se produce por una exposición prolongada en ambientes húmedos. Consiste en que el recubrimiento magnético de la cinta pierde cohesión y se desprende cuando pasa por los cabezales reproductores, causando pérdidas de datos. La solución a esto es tan simple como aplicar 72 horas de calor (de 45 a 55 °C) a la cinta para que se evapore el material pegajoso. Hace falta remarcar que este método solo sirve para poder hacer una copia de seguridad, ya que la cinta no queda permanentemente estabilizada.

#### Pérdida de lubricación y flexibilidad
El uso muy prolongado o la evaporación natural si las cintas están mal guardadas son las causas más comunes de la pérdida de lubricación. Se puede tratar aplicando lubricantes específicos.

#### Acumulación de polvo
El mal almacenamiento de las cintas o bien el uso continuado pueden provocar que las cintas adquieran polvo en su superficie. Esto podría resultar problemático cuando esta cinta pasa por los cabezales y éstos "arrastran" el polvo. Este hecho puede conducir a daños en la cinta, como rayados o lecturas fallidas.

#### Cintas sometidas a desastres
En desastres naturales los procedimientos varían significativamente. Por ejemplo, en desastres donde la cinta se moja, se debe secar inmediatamente en el caso de que el agua no esté contaminada. Pero si lo está, será necesario mantenerla mojada hasta que se pueda llevar a cabo el proceso de descontaminación. Normalmente, este proceso se basa en limpiar las cintas con agua destilada, hasta que todos los componentes contaminantes se hayan eliminado de la superficie. Si se secaran las cintas antes de poder eliminar estos elementos, podrían producirse corrosiones o cristalizaciones muy negativas en las cintas.

## Casos reales
Buena parte de los métodos de recuperación se ha tenido que usar en casos conocidos a lo largo de los años, cosa que demuestra que la arqueología digital es un hecho, y que tiene un importante potencial.
Entre estos conocidos casos, encontramos, por ejemplo, la explosión del Challenger, en el que la cabina donde se encontraban las cintas cayó en el océano, cerca de Florida, impregnándose de agua salada. Se realizó durante varias semanas un tratamiento con diferentes soluciones que acabaron permitiendo a los científicos de la NASA recuperar más del 99% de los datos que contenía el trasbordador.